# Pseudomysidia juliana
Pseudomysidia juliana är en insektsart som beskrevs av Broomfield 1985. Pseudomysidia juliana ingår i släktet Pseudomysidia och familjen Derbidae. Inga underarter finns listade i Catalogue of Life.